# 柯洛3b
柯洛3b(最初也被称为柯洛-系外行星-3b)是一颗位于天鹰座的天体，其母星为F型恒星柯洛3。该天体质量为木星的21.66倍，可能是褐矮星或大质量系外行星。其轨道周期为4.2568地球日。由于法国所主持的柯洛计划观测到了柯洛3b与其母星的凌星现象，所以该天体的存在得以确定。

## 物理特性
柯洛3b的质量是通过视向速度法测定的，由于受到环绕其运行的天体的影响，中央恒星会出现时而接近地球、时而远离地球的运动，视向速度法即通过测定该运动所引起的中央恒星光谱的多普勒效应来确定环绕其运行天体的质量。该方法通常只能得出天体的质量下限：其测量值等于真实质量与天体轨道平面之法线和观测视线倾角正弦值的乘积。由于往往无法得知该倾角的大小，所以在多数情况下天体的真实质量都是未知数。但是就柯洛3b来说，科学家已经通过观测器凌星现象得出了倾角值，从而测定出了其真实质量，其真实质量为木星的21.66倍。
由于柯洛3b与其母星之间存在凌星现象，所以可以通过测量凌星过程中柯洛3b所阻挡的母星光线量和母星的半径来计算其半径。该天体被发现之初，科学家认为其半径远小于木星半径。这表明其很多特性均介于行星和褐矮星之间。而后的更多细节研究则表明该天体的半径接近于木星，符合科学家预计的处于柯洛3b这种质量下的褐矮星的特性。
该天体的平均密度为26400千克/立方米，远大于标准条件下锇的密度。如此高的密度是星体内部物质极度压缩造成的；而事实上，柯洛3b的半径与科学家预计的主要由氢构成的天体的半径是一致的。相应的，该天体的表面重力也很大，大约是地球表面重力的50多倍。

## 分类
柯洛3b到底是行星还是褐矮星，取决于两类天体的定义。一种观点认为褐矮星是一类能够进行氘的核聚变的天体，这种核聚变的临界条件是天体质量达到木星质量的13倍以上。该定义为国际天文学联合会系外行星工作组所采纳。如按此定义进行归类，则柯洛3b属于一颗褐矮星。但是某些模型也预测通过吸积作用可以形成质量达到25-30倍木星质量的行星。如果据此分类，由于柯洛3b的形成过程还不为人知，则其归类更加模糊不清。此外，该天体的轨道特征也使其归类问题更加难以解决：褐矮星的轨道很少接近于中央恒星（这类地区被称为褐矮星荒漠带）；而大部分已知的距离中央恒星较近的大质量行星（如XO-3b、HAT-P-2b和WASP-14b），其轨道离心率都较大——与之相反，柯洛3b是在一个近乎圆周的轨道上运行。
之前，科学家也通过视向速度法发现了类似于柯洛3b的天体（如HD 41004Bb和HD 162020b），但是它们与其母星之间并未发生凌星现象，所以无法得知这些天体的半径和精确质量。因此，柯洛3b也被称为“褐矮星荒漠带的第一位确定的居民”。